# Niebla (Spanje)
Niebla is een gemeente in de Spaanse provincie Huelva in de regio Andalusië met een oppervlakte van 224 km². In 2010 telde Niebla 4214 inwoners.

## Bezienswaardigheden
- De stadsmuren vormen het belangrijkste monument van Niebla. De versterkte omwalling is volledig en goed bewaard en dateert uit de tijd van de moslimdynastie van de Almohaden (12e-13e eeuw). De stadswallen zijn 2 km lang, bereiken een maximale hoogte van 16 m en hebben een vijftigtal torens.
- Het kasteel van de Guzmanes (15e eeuw) werd na de Reconquista gebouwd op het Alcázar. Het is helemaal in de stadsmuur ingewerkt.
- De zes toegangspoorten (van Sevilla, Embarcadero, Agua, Buey, Socorro en Agujero) zijn ook bewaard gebleven. Ze zijn allen verschillend van architectuur.
- De kerk Nuestra Señora la Granada werd opgericht op de plaats waar eens de belangrijkste moskee (10e-11e eeuw) van Niebla stond. De kerk is opgetrokken in gotische-mudéjar stijl. Jammer genoeg ging het mudéjarplafond tijdens de Spaanse Burgeroorlog in de vlammen op.
- De kerk San Martín dateert uit de eerste helft van de 13e eeuw. Eerst fungeerde ze als moskee, vervolgens als synagoge. Ook deze kerk bewaart nog heel wat elementen uit de mudéjar-architectuur. Ze werd later in twee gedeeld om er een straat door te laten lopen wat meteen de afwezigheid van een schip verklaart. Naast de kerk staat de kapel van de Señor de la Columna (14e-15e eeuw) waar zich een beeld bevindt dat Christus aan de geselkolom voorstelt en dat een voorwerp van innige devotie is voor de inwoners.
- Even buiten de stad bevindt zich de Romeinse brug over de rivier de Tinto. Ze werd in 1936 gerestaureerd omdat ze eerder dat jaar in het begin van de Spaanse Burgeroorlog tot ontploffing werd gebracht.
- In de loop der eeuwen ging een flink stuk van het patrimonium verloren door aardbevingen, leegstand en verwaarlozing. Wat overbleef van de binnenstad werd, samen met de stadsmuren, conjunto histórico monumental verklaard in 1982.

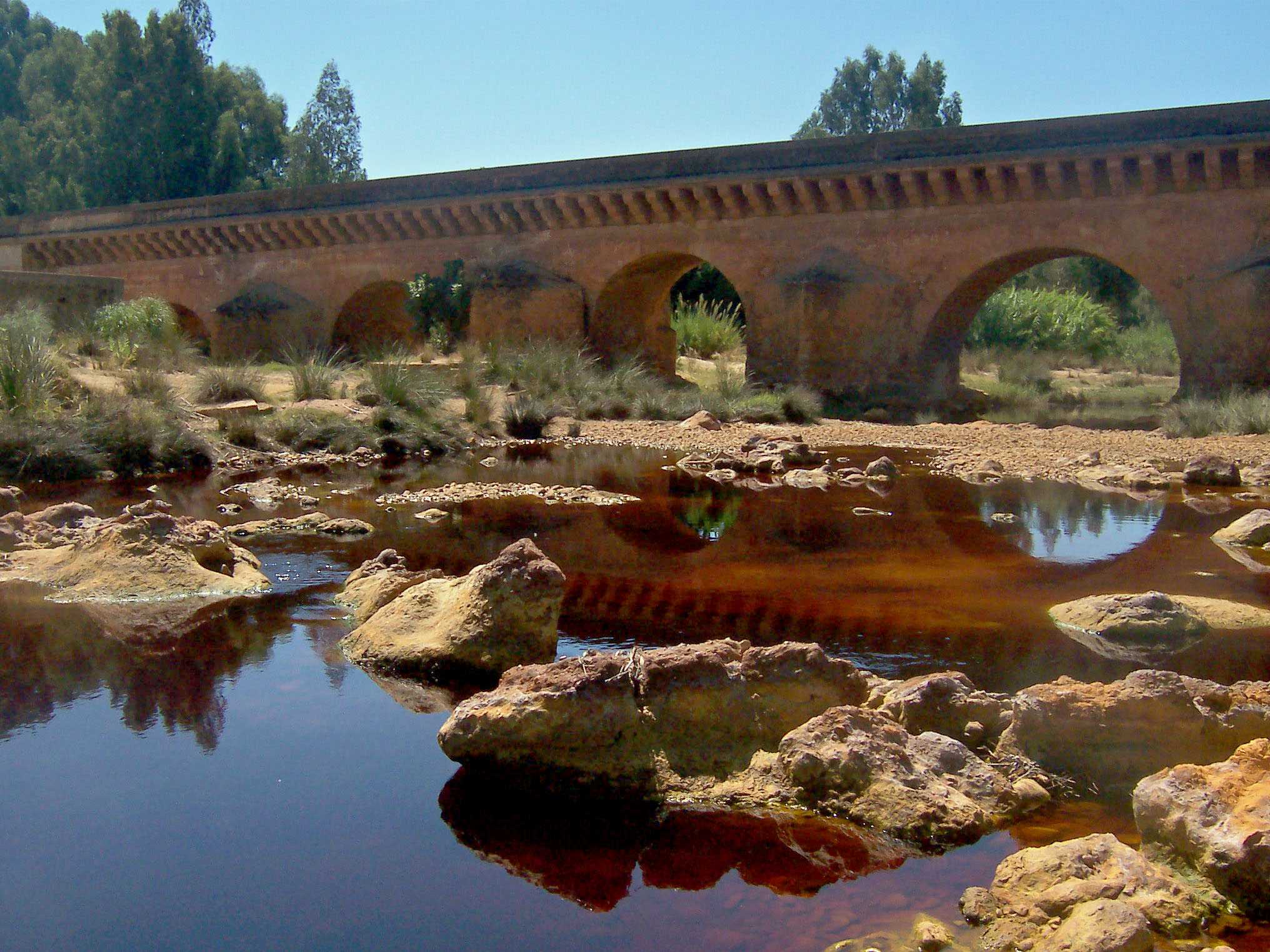
De Romeinse brug over de rivier de Tinto